# Гранд Пуј (Торино)
Гранд Пуј је насеље у Италији у округу Торино, региону Пијемонт.
Према процени из 2011. у насељу је живело 8 становника. Насеље се налази на надморској висини од 1827 м.